# مسجد فرهادیه

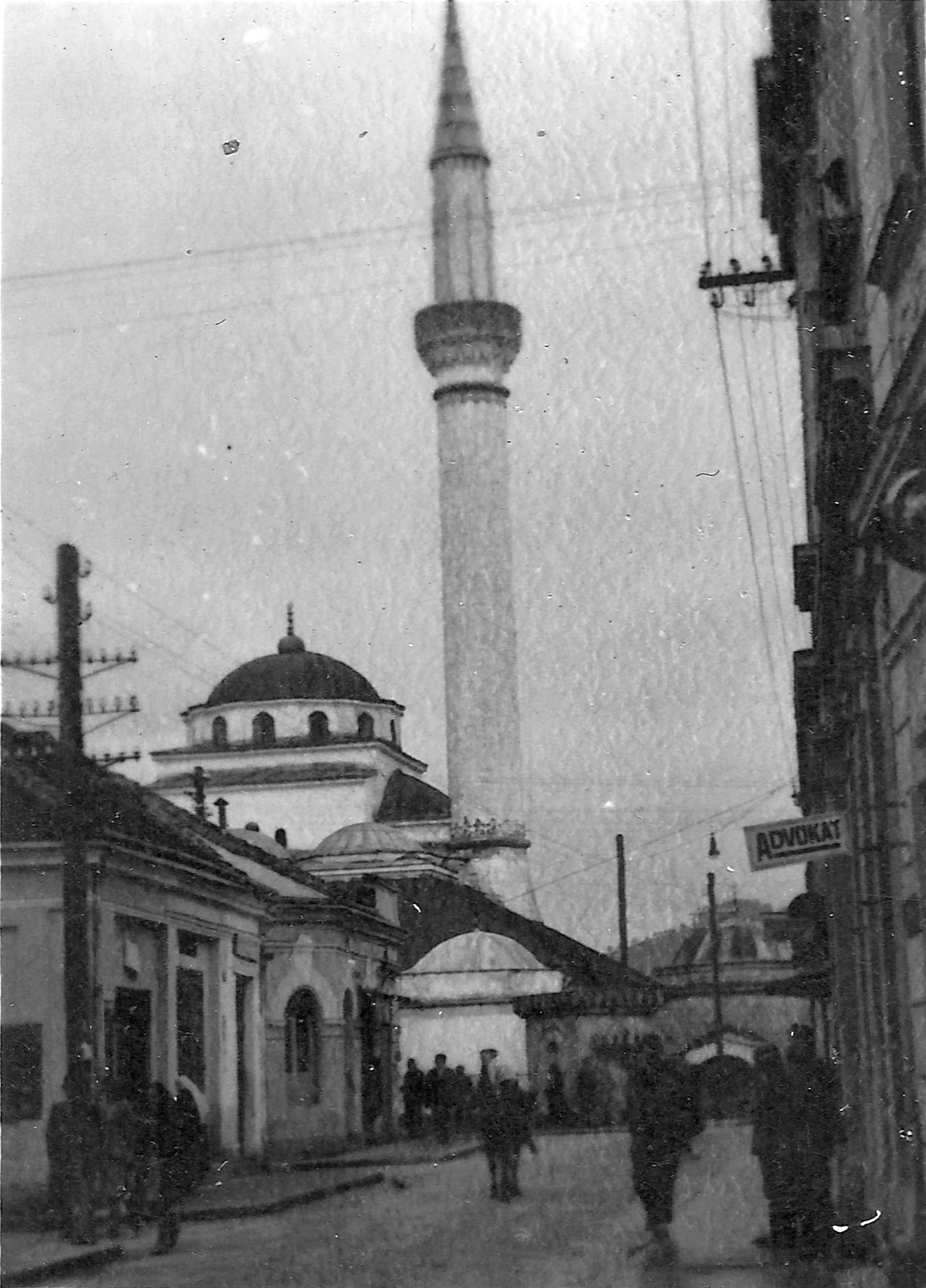

این مسجد در مرکز شهر سارایوو قرار گرفته و یکی از مکان‌های دیدینی بوسنی و هرزگوین است.

## پیشینه
این مسجد در قرن ۱۶ زمانی که بوسنی و هرزگوین تحت سیطره امپراتوری عثمانی قرار داشت ساخته شد.
بنای این ساختمان در سال ۱۹۹۳ به دستور مقامات تخریب شد و این بنا دوباره در حال بازسازی است.
این بنا ۱۵۷۹ به دستور سنجاک بی (به انگلیسی: Sanjak-bey) سلطان عثمانی ساخته شد. معماری این مسجد سبک کلاسیک دارد و هیچ اطلاعات دقیقی از سازند و معمار این بنا در دست نیست.